# アイラ・ユスフ
アイラ・ユスフ（Aila Yussuf, 1984年11月4日 - ）は、ナイジェリア・ラゴス出身のサッカー選手。ポジションはディフェンダー。同国代表。

## 経歴
2005年にナイジェリア代表デビュー。アフリカネイションズカップ2006、アフリカネイションズカップ2010にも出場し、ともに3位となった。2010 FIFAワールドカップのメンバーにも選ばれ、韓国戦に出場した。2011年までに通算30試合に出場、1得点をあげた。

## 所属クラブ
- ユニオン・バンクFC 2002-2003
- FCディナモ・キーウ 2003-2014

→ FCディナモ・キエフ-2 2003
→ オルドゥスポル 2013 (loan)
→ FCディナモ・キエフ-2 2003
→ FCメタリスト・ハルキウ 2014 (loan)

## 代表歴

### 出場大会
- ナイジェリア代表
  - 2010 FIFAワールドカップ

### 試合数
- 国際Aマッチ 30試合 1得点（2005年-2011年）[1]

| ナイジェリア代表 | 国際Aマッチ | 国際Aマッチ |
| 年               | 出場        | 得点        |
| ---------------- | ----------- | ----------- |
| 2005             | 3           | 1           |
| 2006             | 5           | 0           |
| 2007             | 3           | 0           |
| 2008             | 6           | 0           |
| 2009             | 2           | 0           |
| 2010             | 10          | 0           |
| 2011             | 1           | 0           |
| 通算             | 30          | 1           |